# Charles Mathieu Isidore Decaen
Charles Mathieu Isidore Decaen, comte de Decaen, (Caen, Normandia, 13 d'abril de 1769 – Montmorency (Val-d'Oise), 9 de setembre de 1832) fou un militar francès que combaté a les Guerres de la Revolució Francesa, governador general de l'Índia Francesa i capità general de Catalunya entre el 1811 i el 1813.

## Revolució Francesa
Fill d'un agent judicial, va quedar orfe amb dotze anys i fou un amic de la família qui s'encarregà de l'educació del jove Decaen. Abans de la revolució francesa Decaen serví com artiller dins de l'armada reial francesa, al Cos de Canoners de Brest entre el 1787 i el 1790. Un cop llicenciat entrà al bufet de l'advocat Lasseret de Caen com a aprenent. Però, en esclatar la Revolució Francesa, va prendre part pels revoltats.
El 1792 s'allistà al IV batalló de Calvados de les forces revolucionàries franceses. Sota el comandament del general Kléber participà al costat dels defensors al setge de Magúncia per part de prussians i austríacs. En els poc mesos que es perllongà el setge fou ascendint des de sots-oficial fins al grau de capità.
Fou promogut a coronel i amb aquest grau, sota les ordres dels generals Moureau i Kléber va prendre part amb tot l'exèrcit del Rin en l'esclafament de la revolta de la Vendée. Després d'aquesta campanya, rebé el grau de general de brigada.
Fou destinat a la frontera suïssa, en l'atac a Frantzenthal fou fet presoner i, poc després, alliberat sota paraula. El 1796, com a ajudant del general Moureau participà en les operacions que es duien a terme al Rin. Es va distingir durant el creuament del Rin a Estrasburg el 23 i 24 de juny, lluità a Appenwihr el 27 de juny, a Rastadt el 5 de juliol i a Ettlingen el 9 de juliol, sota les ordres de Desaix a Neresheim l'11 d'agost i Birebach el 2 d'octubre, i, finalment, el 3 de desembre sota les ordres dels generals Desaix i Moureau defensà la fortalesa de Kehl enfront dels austríacs. El Directori li va atorgar una espasa d'honor.
El 22 de febrer del 1798 fou expulsat del servei per haver pres fons del regiment, però, fou reincorporat el 26 de març. Hagué d'enfrontar-se a un altre consell de guerra el 28 d'abril de 1799, del que sortí exculpat.

## Primer Imperi Francès
El 1800, rebé el grau de general de divisió. Va prendre Múnic en un cop de mà després d'haver vençut al general Merfeld. El 3 de desembre comandà una divisió a la batalla de Hohenlinden, lliurada contra austríacs i bavaresos, i el 14 tornà a enfrontar-se als austríacs a Salzburg.

### Índia Francesa
El 1802 fou nomenat pel Primer Cònsol capità general dels establiments francesos a l'Índia, exiliat per la seva amistat amb el "traïdor Moreau". Anà destinat en primer lloc a Pondichery, i des del 1803 al 1810 a les remotes illes de Bourbon (Illa de la Reunió) i de França (Illa Maurici). Essent en Decaen governador, els corsaris francesos delmaren el trànsit de vaixells comercials anglesos per l'Índic. L'explorador britànic Matthew Flinders fou son presoner durant sis anys, des del 1803 fins al 1810, quan fou alliberat sota paraula.
El 1806 creà Bourg Mahé (avui dia Mahebourg) en honor de Mahé de La Bourdonnais. Durant la seva estada a les Índies va suavitzar la situació dels esclaus, organitzà l'educació, creant escoles primàries i el Lycée Colonial, i va introduir una versió modificada del codi civil francès que és coneguda como "codi Decaen".
El 1810 en una batalla naval enfront de Bourg Mahé a l'Illa Maurici, que es va perllongar quatre dies, els francesos aconseguiren vèncer per primer i únic cop l'armada britànica. Uns dies després, les tropes de l'almirall Abercrombie desembarcaren al nord de l'illa i Decaen hagué de rendir-se als anglesos. Poc temps després tornava a França. Fou el darrer governador francès de l'illa.

### Catalunya

#### 1811
A finals d'octubre de 1811 fou nomenat capità general de Catalunya en substitució de Macdonald. En el moment de traspassar els poders, Decaen va rebre el principat en una situació força semblant a la de tota la Guerra del Francès: els imperials reclosos a les places fortes i els patriotes mestres del camp i la muntanya, des d'on es precipitaven repetidament sobre l'Alta i Baixa Catalunya. Tot l'any es caracteritzà per un seguit d'ocupacions temporals de poblacions per part dels patriotes, que abandonaven en apropar-se els exèrcits napoleònics. Com a capità general, portà a terme la política d'annexió de Napoleó promulgada en els decrets de 26 de gener i 2 de febrer de 1812.
El segon d'aquest decrets disposava que hi hagués dos Consellers d'Estat, que rebien el títol d'Intendent, encarregats de l'organització judicial, administrativa i financera del Principat. Al baró de Gérando, se li assignaven els departaments del Ter i del Segre (l'Alta Catalunya) i al comte de Chauvelin els departaments de Montserrat i Boques de l'Ebre (la Baixa Catalunya) Durant tot el seu mandat, Decaen hagué d'enfrontar-se a aquest funcionaris civils.
Decaen s'establí a Girona i en aquesta ciutat s'hi allotjà una part de la seva comesa, però, sense deixar d'efectuar freqüents viatges a Barcelona. El general Maurice Mathieu continuà sent el governador militar de la ciutat comtal.
El general Decaen començà el seu mandat aprovisionant la capital del Principat amb un comboi gegantí a principis de desembre de 1811, que fou fustigat en els passos dels encontorns del massís del Montseny per les tropes del general espanyol Luis de Lacy. Després encetà noves passejades militars cap a l'interior del país, però, mancat d'homes i provisions suficients, mai no va poder establir-s'hi de forma durable.

#### 1812
Pel gener de 1812, provenint d'Olot i Vic, foragità Lacy de Sant Feliu de Codines. Pel març feu una expedició a Montserrat amb tres mil homes, sent hostilitzat en tot moment pels guerrillers. El general espanyol, junt amb Sarsfield, per la seva banda manaren els insurrectes en primer lloc a la Cerdanya i després, més enllà, a l'Arieja, saquejant Acs.
La direcció general patriota, durant aquest any, convertí tot un seguit de complots en un element central de la seva tàctica de guerra, decidida a exterminar als francesos i els seus aliats amb tota mena de mitjans: emmetzinaments, sabotatges i assassinats en massa. L'objectiu no eren les places fortes o els castells, massa inassequibles, sinó el conjunt de l'exèrcit francès. Lacy i els seus facultatius i agents secrets, escamparen el terror durant un temps entre les guarnicions napoleòniques.
A mitjans de febrer, el cap de la policia, Hubert Beaumont de Brivazac, sospitant que a Barcelona hi havia un túnel que podria permetre a les tropes de Luís de Lacy introduir-se a la vila, recorregué alguns indrets fins a descobrir l'entrada del túnel amagat sota els fardells d'una fàbrica de filatures. A mitjanit, els generals Decaen i Mathieu sortiren del llit per acompanyar-lo pel conducte secret, que, efectivament, menava a fora de la ciutat sense passar per les portes.
Uns dies més tard, la policia napoleònica va descobrir un complot per emmetzinar amb arsènic les farines destinades a l'exèrcit francès de l'Alta Catalunya a Figueres. Foren detinguts dos comerciants de l'Empordà, però, se sospitava que dos forners de Perpinyà també hi eren implicats.
El 9 d'abril, partint de Besalú amb sis mil homes, el general Deceaen entrà a Olot, clau de molts camins que menaven a la muntanya, fent fugir a Rovira i Milans que s'hi allotjaven. Imposà un tribut de 100.000 francs als olotins per castigar el seu esperit insubmís.
Els darrers dies de maig, per tal d'ajudar a Quesnel en l'ocupació de Puigcerdà, menà una expedició cap a Ripoll i Ribes, ocupant ambdós pobles. Però, Decaen hagué de tornar a correcuita a la capital de la Garrotxa, atés que la petita guarnició hi deixà havia estat atacada pels patriotes. La guarnició, reclosa dins el fort, fou salvada en el darrer moment.
Les conquestes d'Olot i Puigcerdà serien les úniques fites perdurables de l'etapa Decaen. Aviat arribaria la campanya de Rússia i l'inici de la davallada de Napoleó. La resta de l'any tingueren lloc les temptatives d'enverinament dels imperials per part dels espies de Lacy i l'explosió d'un gran polvorí a Lleida, que feu més de dos-cents morts, quaranta d'ells entre els soldats francesos.
El 22 de juliol, els conspiradors aconseguiren introduir àcid arseniós en el pa de munició destinat a la guarnició bonapartista de la Ciutadella de Barcelona, bona part de la qual patí les conseqüències en forma vòmits dolorosos, encara que se salvà de la mort. La policia va detenir alguns ciutadans implicats en el complot. Els imperials prengueren mesures de seguretat, entre les quals figurava allunyar als espanyols dels centres de fabricació d'aliments i el control de les substàncies tòxiques que posseïen els apotecaris barcelonins.
A final de 1812, la situació, tanmateix es mantenia estable, l'exèrcit imperial conservava les mateixes posicions, però tampoc no havia avançat ni destruït l'adversari en cap combat d'importància. Decaen havia manat reforçar el sistema de fortins a la rodalia de Barcelona, on se'n bastiren tres de nous, a Montgat, Mataró i Molins de Rei. Els patriotes fracassaren un cop més a Tarragona i Mataró. Tanmateix, els francesos vivien tancats dins les fortificacions.
A l'octubre de 1812 va disposar una expedició sorpresa contra Arenys de Mar, un dels ports de comerç i avituallament dels patriotes. Els imperials s'emportaren una gran quantitat de blat, mercaderies colonials i animals de transport.
A primers de novembre volgué prendre el quarter general patriota establert a Vic. Una forta columna, amb Decaen al capdavant, marxà el 3 de novembre per Cardedeu i Granollers en direcció al Congost, a La Garriga, a l'entrada d'aquest pas, s'entaulà un rabiós combat que resultà favorable als napoleònics. Prèviament, la companyia de "perrots" d'en Boquica, sempre a l'avantguarda, havia desactivat les mines als llocs més estrets de l'afrau. El general francès repetí el moviment envoltant, practicat per Sant-Cyr tres anys i mig abans i, en un ràpid avenç per les altures de Sant Miquel del Fai, va caure sobre la rereguarda de l'exèrcit patriota situada a Centelles. Vora aquest poble es lliurà una altra batalla acarnissada i s'arribà a la baioneta; les tropes de Lacy hagueren de retirar-se a Collsuspina, amb alguns centenars de baixes. El dia 4, els francesos entraren a Vic, la població, que havia fugit, va reaparèixer tot seguit fent cas d'una proclama de Decaen.
Lacy aconseguí reagrupar les seves forces a l'oest i el 14 de novembre, Decaen sortí de Vic cap a Manresa, Esparreguera i can Massana. Però, veient que els patriotes intentarien irrompre a l'Alta Catalunya pel coll de Balaguer, va fer retornar l'exèrcit a Barcelona i reforçar la defensa. Foren moments de desencís popular per la marxa d'una guerra que es mantenia sense gaires canvis, i amb els mateixos i terribles costos que en els primers anys, agreujats per la sequera de l'any 1812. Un desencís que quallava en mostres de malfiança popular respecte dels caps militars patriotes.

#### 1813
A començaments de 1813, l'exèrcit francès a Catalunya era reduït a la meitat dels efectius de què havia disposat temps enrere. Decaen demanà de forma repetida més reforços a París, però, la campanya de Rússia havia xuclat tots els recursos. Els imperials, tancats a les places, ja no disposaven d'homes per a maniobrar. Tanmateix, els patriotes eren incapaços de treure'n profit d'aquesta situació. A la resta de la península, el britànics i els portuguesos havien fet fora els napoleònics de Portugal i el duc de Wellington vencia una batalla rere altre als comandants francesos que se li enfrontaven.
Amb poques forces disponibles, Decaen canvià de tàctica i afavorí les operacions ràpides, preparades en estricte secret i executades per un reduït grup de soldats escollits, contra objectius concrets i dirigents insurrectes.
A primers de gener un escamot reduït de bonapartistes detingueren en la seva residència de l'Ametlla del Vallès, prop de Granollers, al notari i tinent coronel Esteve Pagès, estret col·laborador de Lacy, acusat de ser el cap dels espies i emmetzinadors de Catalunya junt amb el prevere Coret. Un cop a la presó, Pagés donà tots els noms dels seus agents a Decaen i Hubert Beaumont de Brivazac, cap de la policia napoleònica.
El 25 de febrer, Decaen rebé el títol de comte de l'Imperi. El 27 de febrer, a Sant Feliu de Codines, en un altre cop de mà, foren detinguts l'alcalde major de Mataró, el governador de Vilanova i altres caps patriotes que participaven en una reunió. El bonapartistes sortiren del poble enduent-se també 75 ostatges per garantir el pagament de les contribucions.
Pel març de 1813, Francisco de Copons y Navia, substituí Lacy com a cap dels patriotes. Copons pactà amb Decaen una humanització de la lluita atenint-se un altre cop a les lleis de la guerra i finalitzant la guerra bruta promoguda pel seu predecessor. Com a resultat de l'acord, les condemnes imposades pels imperials als detinguts pel complot de 1812 no comportaren cap pena de mort, Decaen es limità a decretar l'empresonament dels deu principals implicats fins a la fi de la guerra.
El 17 de juny de 1813 es produí el primer intent de desembarcament hispano-anglès al Coll de Balaguer. El 21 de juny, Josep I fou derrotat a Vitòria i l'exèrcit de Soult passà la frontera navarresa. Cap a finals de juliol, Catalunya era l'única part del territori espanyol amb presència de tropes bonapartistes. El mariscal Suchet s'anava retirant en ordre des de València cap a la línia del Llobregat, això sí, deixant guarnicions a Sagunt, Peníscola, Segorb i Morella, amb les quals podria comptar en cas d'una eventual represa del territori valencià. Per defensar aquesta retirada, Decaen planejà un nou atac contra Vic, quarter general de l'exèrcit patriota. Mentre ell s'encaminava des del Vallès, ordenà al general Lamarque que s'hi encaminés des d'Olot. El punt de trobada havia de ser el poble de l'Esquirol. Decaen no va comparèixer i Lamarque i les seves tropes es lliuraren per poc de ser aniquilades, primer a la batalla de l'Esquirol i després al combat de la Salut. En aquest punt, la rivalitat entre els generals napoleònics va arribar al seu punt màxim. Suchet s'atrinxerà als encontorns de Barcelona, a la línia del Llobregat, mentre les tropes de Decaen s'allotjaven a Girona.
A les darreries del 1813, els imperials havien perdut tota la Baixa Catalunya. Els patriotes pressionaven sobre l'Alta Catalunya, la frontera francesa i Barcelona. Decaen fou reclamat a França el 2 de novembre, emportant-se amb ell una forta divisió de veterans.

## La restauració borbònica
El 1814 rebé l'encàrrec d'organitzar un cos d'exèrcit, que s'anomenà l'exèrcit de la Gironda, amb l'objectiu d'expulsar els britànics de Bordeus. Després de la batalla de Tolosa va deposar les armes.
Serví Lluís XVIII com a governador de la XI divisió militar (Bordeus) El duc i la duquessa d'Angulema eren a la vila quan Napoleó desembarcà. Decaen tractà sense èxit de mantenir la ciutat sota l'autoritat reial. Fou empresonat pel general Clauzel i no fou amnistiat fins a quinze mesos després.
Retornà al servei sota Lluís Felip, a la revolució de Juliol. El 1817 es retirà a la vida civil. Escrigué unes memòries. Morí de colera el 1832. El seu nom està inscrit a l'Arc de Triomf de París.